# Józef Gąsienica-Bryjak
Józef Gąsienica-Bryjak (ur. 17 lipca 1937 w Zakopanem, zm. w kwietniu 2002 tamże) – polski skoczek narciarski i kombinator norweski, uczestnik Mistrzostw Świata w Narciarstwie Klasycznym 1962 w Zakopanem, mistrz Polski w skokach narciarskich i kombinacji norweskiej. Reprezentował AZS Zakopane.
15 stycznia 1960 roku w Wiśle zajął trzecie miejsce w Pucharze Beskidów, przegrywając ze Zdzisławem Hryniewieckim i Władysławem Tajnerem. W lutym 1962 wziął udział w mistrzostwach świata w narciarstwie klasycznym w Zakopanem. W konkursie skoków na skoczni K-60 zajął 36. miejsce.
W 1959 roku Józef Gąsienica-Bryjak został mistrzem Polski w kombinacji norweskiej, a rok i dwa lata później zdobył takie same tytuły w skokach narciarskich; w 1962 był trzeci na normalnym obiekcie.

## Mistrzostwa świata
| Mistrzostwa | Miejscowość | Miejsce | Data           | Skocznia        | Konkurs | Skok 1    | Skok 1 | Skok 2    | Skok 2 | Skok 3    | Skok 3 | Nota łączna | Strata | Zwycięzca    | Źródło |
| Mistrzostwa | Miejscowość | Miejsce | Data           | Skocznia        | Konkurs | Odległość | Nota   | Odległość | Nota   | Odległość | Nota   | Nota łączna | Strata | Zwycięzca    | Źródło |
| ----------- | ----------- | ------- | -------------- | --------------- | ------- | --------- | ------ | --------- | ------ | --------- | ------ | ----------- | ------ | ------------ | ------ |
| 1962        | Zakopane    | 36.     | 21 lutego 1962 | Średnia Krokiew | ind.    | 60,5      | 92,6   | 64,5      | 99,4   | 60,0      | 85,5   | 192,0       | 31,6   | Toralf Engan | [ 4 ]  |

## Mistrzostwa Polski w skokach
| Miejsce | Dzień        | Rok  | Miejscowość | Skocznia        | Punkt K | Konkurs | Skok 1 | Skok 2 | Nota      | Strata   | Zwycięzca  | Źródło |
| ------- | ------------ | ---- | ----------- | --------------- | ------- | ------- | ------ | ------ | --------- | -------- | ---------- | ------ |
| 1.      | 13 marca     | 1960 | Zakopane    | Średnia Krokiew | K-65    | ind.    | 66,5 m | 63,5 m | 222,0 pkt | -        | -          | [ 7 ]  |
| 1.      | 18-19 lutego | 1961 | Zakopane    | Malinka         | K-?     | ind.    | [ a ]  | [ a ]  | 454,0 pkt | -        | -          | [ 8 ]  |
| 3.      | 2 lutego     | 1962 | Zakopane    | Średnia Krokiew | K-65    | ind.    | 70,5 m | 69,5 m | 225,0 pkt | 7,5 pkt  | Piotr Wala | [ 9 ]  |
| 4.      | 4 lutego     | 1962 | Zakopane    | Wielka Krokiew  | K-90    | ind.    | 79,0 m | 84,0 m | 212,4 pkt | 22,3 pkt | Piotr Wala | [ 9 ]  |